# اسیکس

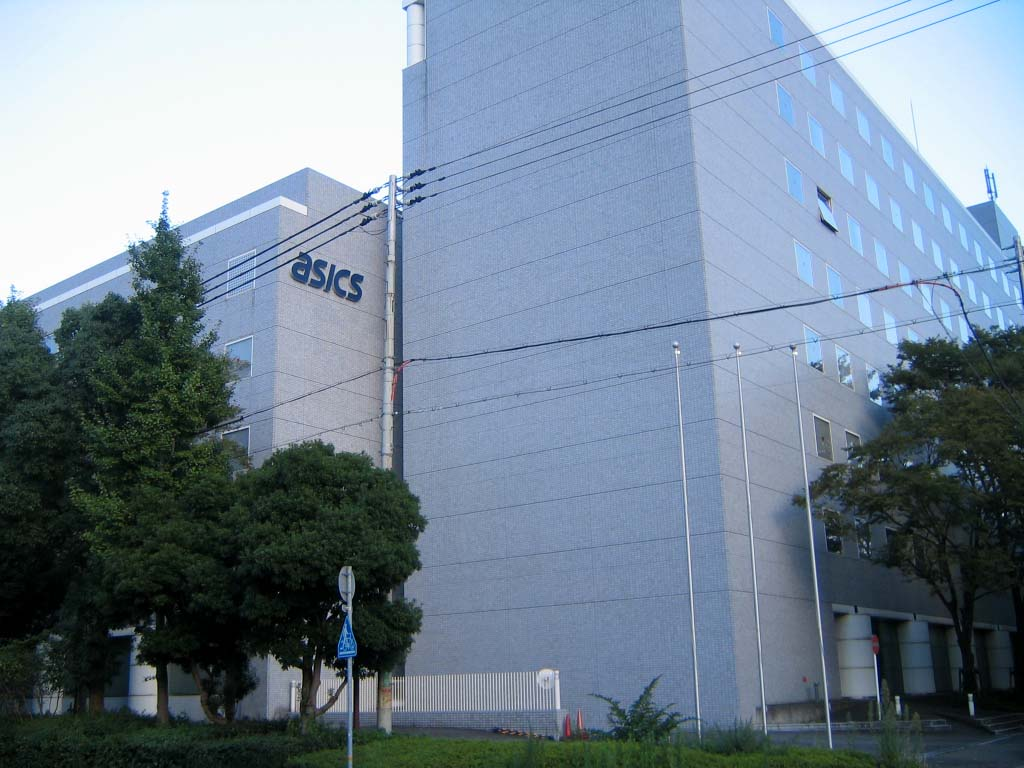
ساختمان دفتر مرکزی اسیکس

اسیکس (به انگلیسی: ASICS) شرکت پوشاک و تجهیزات ورزشی ژاپنی است، که در زمینه تولید و توزیع پوشاک ورزشی، کفش ورزشی، لوازم ورزشی فعالیت می‌کند.
شرکت اسیکس در سال ۱۹۴۹ توسط کیهاچیرو اونیتسوکا راه‌اندازی شد و در حال حاضر تمرکز اصلی آن بر طراحی و تولید تجهیزات فوتبال، دو، نتبال، تنیس، بدمینتون، اسکواش، هنرهای رزمی، کریکت، گلف، کشتی و والیبال معطوف می‌باشد.
نام شرکت اسیکس از سرنام عبارت لاتین «anima sana in corpore sano» به معنی «روح سالم در بدن سالم» گرفته شده‌است.
دفتر مرکزی این شرکت در شهر کوبه قرار دارد و سهام آن در بازار بورس توکیو معامله می‌شود.

## نگارخانه

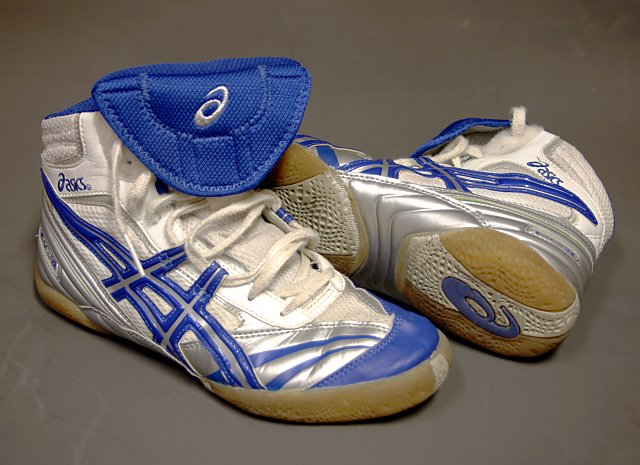
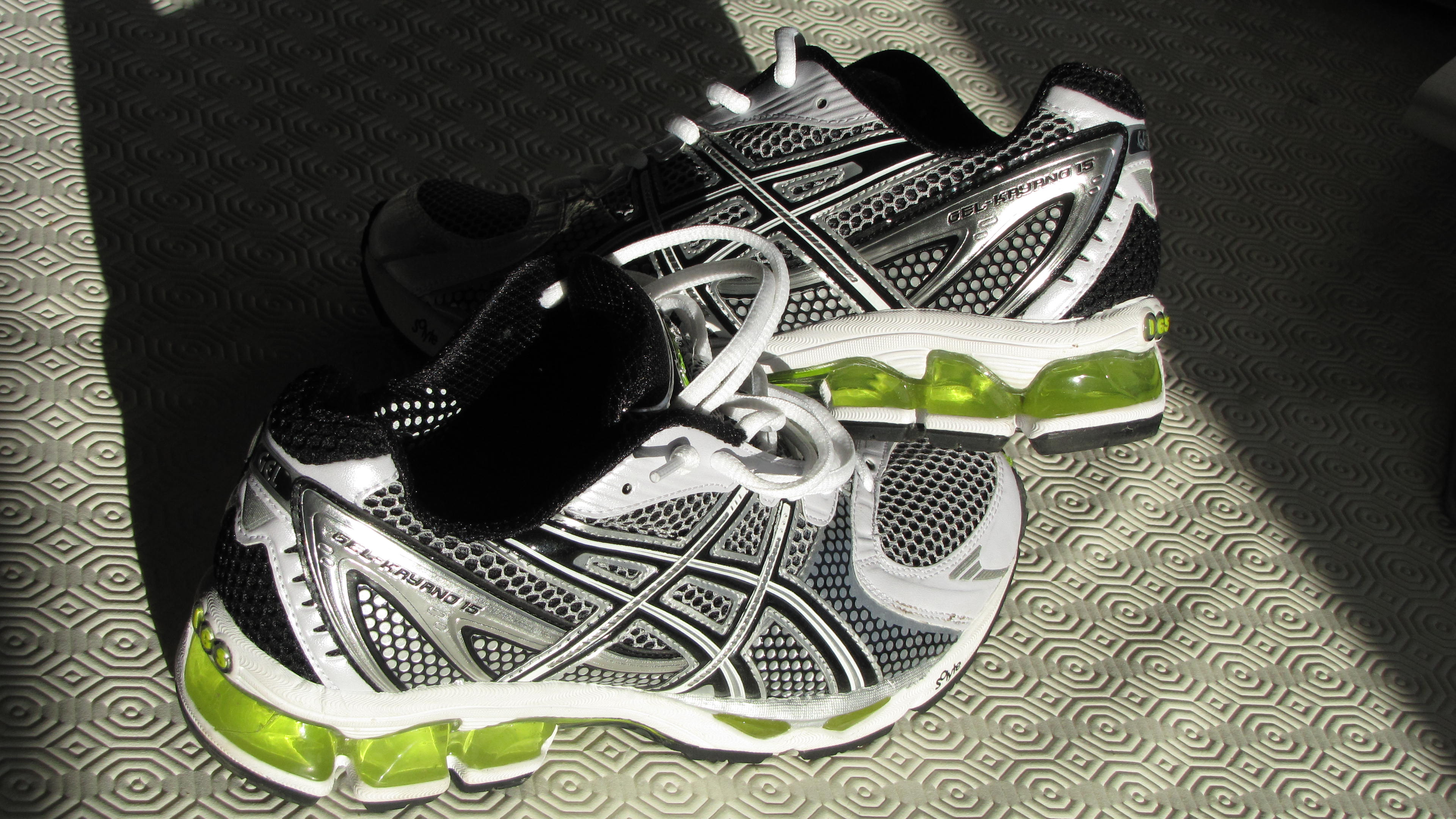